# 紅頭薹
红头薹（学名：Carex rafflesiana）为莎草科薹草属的植物。分布于澳大利亚、马来西亚、菲律宾、台湾岛、泰国、印度尼西亚爪哇等地，生长于海拔500米至600米的地区，常生长在林缘及山坡草地，目前尚未由人工引种栽培。